# Surf's Up (videogioco)
Surf's Up è un videogioco basato sul film animato Surf's Up - I re delle onde, pubblicato da Ubisoft. Il videogioco segue la storia di un pinguino di nome Cody Maverick come accade nel film. Il gioco è disponibile su console e Microsoft Windows ed è prodotto da Ubisoft.